# 黑克
黑克是德国北莱茵-威斯特法伦州的一个市镇。总面积69.33平方公里，总人口8370人，其中男性4260人，女性4110人（2011年12月31日），人口密度121人/平方公里。